# Etilammina
L'etilammina è un'ammina con formula CH3CH2NH2. In condizioni ambientali si presenta come un gas da incolore a giallastro e dall'odore pungente. È un composto miscibile in acqua e con proprietà debolmente basiche. Viene posta in commercio sotto forma di gas liquefatto o in soluzione acquosa. Trova utilizzo nell'industria chimica e nella sintesi organica.

## Sintesi
L'etilammina viene prodotta su larga scala attraverso due processi. Più comunemente, etanolo e ammoniaca vengono fatti reagire in presenza di un ossido quale catalizzatore:
CH3CH2OH + NH3 → CH3CH2NH2 + H2O
In questa reazione, oltre all'etilammina si ottengono anche dietilammina e trietilammina. In totale vengono prodotte industrialmente approssimativamente 80.000 tonnellate/anno di queste tre ammine.
Un altro metodo di sintesi consiste nell'amminazione riduttiva dell'acetaldeide:
CH3CHO + NH3 + H2 → CH3CH2NH2 + H2O
L'etilammina può essere preparata attraverso diversi altri modi meno economici. Etilene e ammoniaca reagiscono formando etilammina in presenza di sodio ammide o altro catalizzatore basico simile:
H2C=CH2 + NH3 → CH3CH2NH2
L'idrogenazione di acetonitrile, acetammide e nitroetano è un altro metodo che produce etilammina. Queste reazioni possono essere effettuate stechiometricamente con tetraidroalluminato di litio. Un'altra alternativa è la sintesi che utilizza la sostituzione nucleofila di un aloetano (come il cloroetano o il bromoetano) con ammoniaca, utilizzando una base forte come l'idrossido di potassio. Questa metodica produce una quantità significativa di sottoprodotti, incluse dietilammina e trietilammina:
CH3CH2Cl + NH3 + KOH → CH3CH2NH2 + KCl + H2O

## Usi
L'etilammina trova utilizzo nella produzione di prodotti farmaceutici, coloranti e lacche, materie plastiche e solventi. È un precursore di molti erbicidi, tra cui l'atrazina e la simazina.